# Максименко Лілія Олександрівна
Лі́лія Олекса́ндрівна Макси́менко (15 червня 1962, с. Тахтаброд, Кокчетавська область, Казахстан — 25 листопада 2023) — українська письменниця, публіцистка, викладачка, редакторка, видавниця. Член НСЖУ (1995), НСПУ (2015).

## Біографія
Зростала в с. Новобіла Новопсковського району Луганської області на батьківщині батька. Закінчила Київський університет (1990), за освітою — журналіст. Брала активну участь у розбудові третього сектору в Україні.
Пройшла шлях від спеціального кореспондента до головного редактора газети «Молодь України», також була головним редактором газети «Український футбол» (2007–11), журналів «Перехрестя» і «Планета людей» (1999—2001), видавництва «Ярославів Вал» (2009–11), від 2011 — співвласниця і головний редактор видавництва «Український пріоритет» (усі — Київ). Упродовж останніх років працювала директором видавництва «Альтернатива друк».
Викладала журналістику, філософію, соціологію у вишах Києва, працювала на телебаченні.
У 2013—2019 рр. працювала в Інформаційно-творчому агентстві «Юн-прес» Київського палацу дітей та юнацтва ― вела літературну студію, багато років очолювала журі Міжнародного фестивалю-конкурсу «Прес-весна на Дніпрових схилах» у номінації «Журналістська робота», координувала відбір робіт на Міжнародний мультимистецький конкурс «Молода КороНація», започаткований у 2018 р.

## Творчість
Публікуватися почала у шкільні роки в районній газеті «Перемога», у газетах «Молода гвардія» та «Молодь України». У її доробку кілька тисяч публікацій у різних ЗМІ, серед яких журналістські розслідування, нариси, фейлетони.
Є автором книг: «Перо Маат» (К., 2011); «Мелодія сердець» (К., 2013; у співавт.); «Рахманні світи» (К., 2013).
Останній її літературно-редакторський внесок ― редагування збірки нарисів «Щоденники війни. (Не)дитячі історії», яка вийшла друком у 2023 році, ідея створення якої народилася під час XXI Міжнародного фестивалю-конкурсу «ПресВесна на Дніпрових схилах».

## Нагороди
Має низку журналістських нагород, зокрема за внесок у розбудову громадянського суспільства, становлення державності в Україні, відзнаку від Програми розвитку ООН за утвердження гендерної рівності в Україні (1992) і срібний хрест родини Мазеп (2007).